# Henrik Schück
Johan Henrik Emil Schück (født 2. november 1855 i Stockholm, død 3. oktober 1947) var en svensk litteraturforsker, far til Adolf Schück, farfar til Herman Schück.
Schück blev student 1873, Dr. phil. og docent 1882, 1890 professor i æstetik, litteratur- og kunsthistorie i Lund, fra 1898 ved Uppsala Universitet; var derefter rektor 1905—18, valgtes til medlem af Akademiet 1913 og til formand for Nobelstiftelsen 1918. Han var også medlem af Vitterhetsakademien, Vetenskapsakademien og Videnskabernes Selskab. Hans fag og det, hvorom hans skrifter væsentlig handler, er litteraturhistorie, men han betragter litteraturen som en del af hele kulturen, så at hans forskellige og meget påskønnede arbejder giver vide, kulturelle udsigter. 
Hans første store arbejde var William Shakespere (1883—84), der omarbejdedes til Shakespere och hans tid, I—II (1916), men derefter viede han sig væsentlig til sit hjemlands forhold: Svensk Literaturhistoria (1885—90), hvoraf han gjorde uddrag til Illustrerad svensk literaturhistoria (1895—96, bind II, forfattet af Karl Warburg), som senere kom i ny udgave. Om Sveriges litteratur udgav han en række monografier, som alle er af betydelig interesse. Blandt de vigtigste må nævnes: Lars Wivallius, hans lif och dikter, I—II (1893—95), En äventyrare (1918), Rosa rorans ett Birgittaofficium af Nicolaus Hermanni (1891—92), Bidrag til svensk bokhistoria (1900), Gustaf III (1904). 
Hertil kommer så foruden hans udgivelse af Svenska memoarer essayssamlingen Ur gamla papper, I—VIII (1892—1908), Ur en resandes anteckningar, I—III (1900—09), som omfatter både hjemlandets og udlandets litteratur og kultur. Disse sidstnævnte danner en hel række studier og rejseiagttagelser, der supplerer det værk, som i sine forskellige udgaver og supplementer i virkeligheden er hans livs storværk: Världsliteraturens historia, I—II (1898—1906), der siden udkom i ny bearbejdelse som Illustrerad allmän litteraturhistoria. 
Schück har taget opgaven at skrive verdenslitteraturens historie på en både original og dybtgående måde; han har over de litteraturforsøg, som paa Forhaand var ham fremmede, gjort et stort arbejde for at sætte sig ind deri, og for de litteraturers vedkommende, hvor han har førstehåndskendskab, er resultatet rent ud forbavsende, fordi hans metode er moderne og hans viden næsten ubegrænset. Som et led i arbejdet for at gøre verdenslitteraturen tilgængelig, må nævnes hans Världslitteraturen i urval och översättning, I—III (1902—03).